# Upogebiidae
Famille
Upogebiidae est une famille de crustacés décapodes.

## Liste des genres
Selon World Register of Marine Species (10 décembre 2014) :
- genre Acutigebia Sakai, 1982
- genre Aethogebia Williams, 1993
- genre Arabigebicula Sakai, 2006
- genre Austinogebia Ngoc-Ho, 2001
- genre Gebiacantha Ngoc-Ho, 1989
- genre Gebicula Alcock, 1901
- genre Mantisgebia Sakai, 2006
- genre Neogebicula Sakai, 1982
- genre Paragebicula Sakai, 2006
- genre Pomatogebia Williams & Ngoc-Ho, 1990
- genre Tuerkayogebia Sakai, 1982
- genre Upogebia Leach, 1814
- genre Wolffogebia Sakai, 1982